# Fabian Rohner
Fabian Rohner (Zürich, 1998. augusztus 17. –) svájci korosztályos válogatott labdarúgó, a Zürich hátvédje.

## Pályafutása

### Klubcsapatokban
Rohner a svájci Zürich városában született. Az ifjúsági pályafutását a helyi Höngg csapatában kezdte, majd 2008-ban a Zürich akadémiájánál folytatta.
2017-ben mutatkozott be a Zürich másodosztályban szereplő felnőtt csapatában. Először a 2017. április 1-jei, Schaffhausen elleni mérkőzés 84. percében Moussa Koné cseréjeként lépett pályára. A 2016–17-es szezonban feljutottak a Super League-be. Első gólját 2018. február 11-én, a St. Gallen ellen 2–1-re megnyert találkozón szerezte. A 2019–20-as szezonban kölcsönben a Wil csapatát erősítette.

### A válogatottban
Rohner az U18-astól az U21-esig minden korosztályban képviselte Svájcot.
2018-ban debütált az U21-es válogatottban. Először 2018. március 27-én, Portugália ellen 4–2-re elvesztett EB-selejtező 73. percében Marvin Spielmann cseréjeként lépett pályára.

## Statisztika
2022. szeptember 15. szerint.
| Klub             | Szezon   | Bajnokság              | Bajnokság | Bajnokság | Kupa  | Kupa  | Nemzetközi | Nemzetközi | Összesen | Összesen |
| Klub             | Szezon   | Bajnokság              | Mérk.     | Gólok     | Mérk. | Gólok | Mérk.      | Gólok      | Mérk.    | Gólok    |
| ---------------- | -------- | ---------------------- | --------- | --------- | ----- | ----- | ---------- | ---------- | -------- | -------- |
| Zürich           | 2016–17  | Swiss Challenge League | 5         | 0         | 0     | 0     | 0          | 0          | 5        | 0        |
| Zürich           | 2017–18  | Swiss Super League     | 12        | 2         | 1     | 0     | 0          | 0          | 13       | 2        |
| Zürich           | 2020–21  | Swiss Super League     | 22        | 3         | 0     | 0     | 0          | 0          | 22       | 3        |
| Zürich           | 2021–22  | Swiss Super League     | 20        | 1         | 2     | 0     | 0          | 0          | 22       | 1        |
| Zürich           | 2022–23  | Swiss Super League     | 6         | 1         | 0     | 0     | 8          | 1          | 14       | 2        |
| Zürich           | Összesen | Összesen               | 65        | 7         | 3     | 0     | 8          | 1          | 76       | 8        |
| Wil (kölcsönben) | 2019–20  | Challenge League       | 27        | 1         | 1     | 0     | 0          | 0          | 28       | 1        |
| Összesen         | Összesen | Összesen               | 92        | 8         | 4     | 0     | 8          | 1          | 104      | 9        |

## Sikerei, díjai
Zürich
- Swiss Super League
  - Bajnok (1): 2021–22

- Swiss Challenge League
  - Feljutó (1): 2016–17

- Svájci Kupa
  - Győztes (1): 2017–18